# Waltenheim-sur-Zorn
Waltenheim-sur-Zorn település Franciaországban, Bas-Rhin megyében. Lakosainak száma 659 fő (2022. január 1.). Waltenheim-sur-Zorn Hohfrankenheim, Mommenheim, Mutzenhouse, Schwindratzheim és Wingersheim-les-Quatre-Bans községekkel határos.

## Népesség
A település népessége az elmúlt években az alábbi módon változott:
| Lakosok száma | 656  | 653  | 665  | 664  | 667  | 665  | 670  | 664  | 659  |
|               | 2013 | 2015 | 2016 | 2017 | 2018 | 2019 | 2020 | 2021 | 2022 |